# Ken Watanabe
Kensaku Watanabe (渡辺 謙) (Niigata, 21 de outubro de 1959) é um ator japonês.
Foi nomeado para um Oscar e para o prêmio Globo de Ouro em 2004, na categoria de melhor ator coadjuvante, pelo filme O Último Samurai. Foi também indicado na categoria de melhor ator (2007) e melhor ator coadjuvante (1999, 2002 e 2003) pela Academia Japonesa de Cinema.
Atuou também em Batman Begins e Memórias de uma gueixa (ambos de 2005), Cartas de Iwo Jima (2006) e A Origem, Conspiração Xangai (2010), Godzilla (2014), Transformers: A Era da Extinção e Transformers: O Último Cavaleiro.

## Carreira

### Papéis no Japão
Depois de se formar no ensino médio em 1978, Watanabe mudou-se para Tóquio para começar sua carreira de ator, tendo sua grande ruptura com o grupo de teatro En-Tóquio. Enquanto com o grupo, ele foi lançado como o herói na peça Shimodani Mannencho Monogatari, sob a direção de Yukio Ninagawa. O papel atraiu destaque crítico e popular. Em 1982, ele fez sua primeira aparição em televisão em Michinaru Hanran (Rebelião Desconhecida) e sua primeira aparição na TV como samurai em Mibu no koiuta. Ele estreou seu longa-metragem em 1984 com MacArthur's Children. Watanabe é conhecido principalmente no Japão por interpretar samurais, como no Dokuganryu Masamune de 1987 (Um olho de dragão, Masamune), o drama de 50 episódios da NHK. Ele interpretou o personagem principal, Matsudaira Kurō, na televisão jidaigeki Gokenin Zankurō, que correu por várias temporadas. Ele passou a ganhar aclamação em dramas históricos como Oda Nobunaga, Chushingura e o filme Bakumatsu Junjo Den. Em 1989, ao filmar o Céu e a Terra de Haruki Kadokawa, Watanabe foi diagnosticado com leucemia mielóide aguda. Ele voltou a atuar simultaneamente, passando por tratamentos de quimioterapia, mas em 1991 sofreu uma recaída.
À medida que sua saúde melhorou sua carreira seguiu.
Ele co-estrelou com Koji Yakusho no 1998 Kizuna, pelo qual ele foi nomeado para o Oscar da Academia Japonesa de Melhor Ator Coadjuvante. Em 2002, ele desistiu do grupo de teatro En (Engeki-Shudan En) onde teve seu início e se juntou à agência K-Dash. O filme Sennen no Koi (Thousand-Year Love, baseado em The Tale of Genji) ganhou-lhe outra indicação ao Prêmio da Academia Japonesa. Em 2006, ele ganhou o Ator de Melhor Ator no Oscar da Academia Japonesa por seu papel em Memórias do Amanhã (Ashita no Kioku), no qual ele tocou um paciente com a Doença de Alzheimer.

### Filmes Internacionais
Watanabe foi apresentado à maioria do público ocidental no filme americano O Último Samurai, ambientado no Japão do século XIX. Sua performance como Lord Katsumoto ganhou-lhe uma indicação ao Prêmio do Oscar para Melhor Ator Coadjuvante. Watanabe apareceu no filme de 2005 Memórias de uma Gueixa, interpretando o presidente Iwamura. No mesmo ano, ele também interpretou o chamariz de Ra's Al Ghul na reinicialização do filme Batman Begins de Christopher Nolan, Batman Begins. Em 2006, ele estrelou Cartas de Iwo Jima de Clint Eastwood, interpretando Tadamichi Kuribayashi. Ele filmou anúncios para American Express, Yakult, Canon e NTT DoCoMo. Em 2004, ele foi destaque na revista People Magazine's 50 Most Beautiful People. Em 2009, ele apareceu no The Vampire's Assistant. Em 2010, ele coestrelou no A Origem, onde ele estrela como Saito, um empresário marcado e bem-sucedido da equipe de treinamento do filme. Em 2014, ele estrelou os sucessos de Hollywood Godzilla e Transformers: Era da Extinção.

## Vida pessoal
Em 1983, Watanabe casou com sua primeira esposa, Yumiko. Em março de 2005, após dois anos de arbitragem, ele e Yumiko foram divorciados. Ele conheceu Kaho Minami quando eles estavam agindo juntos em um drama de suspense para a TV Tóquio. Em torno do tempo de seu divórcio, os dois começaram a namorar seriamente, e se casaram em 3 de dezembro do mesmo ano. O relacionamento do casal foi inicialmente mantido fora dos meios de comunicação de massa. Não foi até que um "convidado não identificado" que acompanhe Watanabe em uma estreia na cidade de Nova York de seu filme Sayuri, que é visto em uma foto da Associated Press, foi considerado Minami que seu casamento foi anunciado publicamente.
Watanabe na estréia do início em julho de 2010 Watanabe formalmente adotou o filho de Minami de seu casamento anterior com o diretor Jinsei Tsuji, e por um tempo os três moraram em Los Angeles. A fim de aumentar a quantidade de tempo que a família poderia gastar juntos, considerando que o trabalho de Ken exigia que ele viajasse tanto, eles voltaram para o Japão. Inicialmente, Minami e Ken não realizaram nenhuma cerimônia de casamento, mas em 2010, marcando seu quinto aniversário, anunciaram que realizaram uma cerimônia em Los Angeles.
Watanabe tem dois filhos biológicos e um filho adotivo. Seu filho mais velho, Dai Watanabe (nascido em 1984), é um ator, e sua filha Anne Watanabe (nascida em 1986) também é atriz e modelo de moda. Em agosto de 2008, Dai teve seu primeiro filho, um filho, tornando avô aos 48 anos. Em 1989, Watanabe foi diagnosticado com leucemia mielóide aguda. O câncer voltou em 1994, mas depois ele se recuperou.
Em 2006, Watanabe revelou em sua autobiografia Dare? — Quem sou eu? que ele tem hepatite C. Em uma coletiva de imprensa realizada em 23 de maio de 2006, no distrito de Ginza, em Tóquio, ele disse que estava em boas condições, mas ainda estava sendo submetido a tratamento. Em 13 de março de 2011, ele lançou uma página do YouTube para aumentar a conscientização sobre o terremoto de 2011 Tōhoku e o tsunami e convidou as celebridades a adicionar seus vídeos. Em seu vídeo em inglês, ele fez um apelo à ação para apoiar as vítimas e levantar fundos no esforço de socorro. Em conjunto, ele criou seu próprio site para a causa. Em 9 de fevereiro de 2016, revelou-se que Watanabe tinha sido diagnosticado com câncer de estômago e adiar os desempenhos programados para ser submetido ao tratamento necessário. Em maio de 2016, a única filha de Watanabe, Anne, deu à luz garotas gêmeas, dando aos quatro netos Watanabe completamente. Minami não é a avó oficial dos netos de Watanabe.

## Filmografia
| Ano  | Título                                                         | Papel                                | Notas                     |
| ---- | -------------------------------------------------------------- | ------------------------------------ | ------------------------- |
| 1984 | MacArthur's Children                                           | Tetsuo Nakai                         |                           |
| 1985 | Kekkon Annai Mystery(結婚案内ミステリー Kekkon Annai Misuterī) | Funayama Tetsuya/Masakazu Sekine     |                           |
| 1986 | The Sea and Poison                                             | Toda                                 |                           |
| 1986 | Tampopo                                                        | Gun                                  |                           |
| 1987 | Dokuganryū Masamune                                            | Date Masamune                        | Série de TV (Taiga drama) |
| 1998 | Welcome Back, Mr. McDonald                                     | Raita Onuki, Truck Driver            |                           |
| 2000 | Space Travelers(スペーストラベラーズ Supēsu toraberāzu)        | Sakamaki                             |                           |
| 2000 | Ikebukuro West Gate Park                                       | Inspetor Yokoyama                    | Série de TV               |
| 2001 | Genji: A Thousand-Year Love                                    | Fujiwara Michinaga/Fujiwara Nobutaka |                           |
| 2003 | O Último Samurai                                               | Katsumoto Moritsugu                  |                           |
| 2003 | T.R.Y.                                                         | Masanobu Azuma                       |                           |
| 2004 | The Vessel Of Sand(砂の器 Suna no utsuwa)                      | Shūichirō Imanishi                   | Série de TV               |
| 2005 | Memórias de uma Gueixa                                         | Presidente                           |                           |
| 2005 | Batman Begins                                                  | Chamariz de Ra's al Ghul's           |                           |
| 2005 | Ano Um no Norte (北の零年 Kita no zeronen)                     | Hideaki Komatsubara                  |                           |
| 2006 | Memórias do Amanhã                                             | Masayuki Saeki                       | Primeiro papel principal  |
| 2006 | Cartas de Iwo Jima                                             | General Tadamichi Kuribayashi        |                           |
| 2009 | O Inquebrável                                                  | Hajime Onchi                         |                           |
| 2009 | Cirque du Freak: The Vampire's Assistant                       | Sr. Hibernius Tall                   |                           |
| 2010 | Shanghai                                                       | Captain Tanaka                       |                           |
| 2010 | A Origem                                                       | Saito                                |                           |
| 2012 | Hayabusa: Harukanaru Kikan                                     | Professor Yamaguchi Junichiro        |                           |
| 2013 | Yurusarezaru Mono                                              | Jubei Kamata                         |                           |
| 2014 | Godzilla                                                       | Dr. Serizawa                         |                           |
| 2014 | Transformers: Era da Extinção                                  | Drift                                |                           |
| 2015 | Sea of Trees                                                   | Takumi Nakamura                      |                           |
| 2016 | Rage                                                           | Yōhei Maki                           |                           |
| 2017 | Transformers: O Último Cavaleiro                               | Drift                                | Voz                       |
| 2018 | Segodon                                                        | Shimazu Nariakira                    | Sériede TV (Taiga drama)  |
| 2019 | Pokémon: Detetive Pikachu                                      | Detetive Yoshida                     |                           |
| 2019 | Godzilla: King of the Monsters                                 | Dr. Serizawa                         |                           |